# Charles Gaudichaud-Beaupré
Charles Gaudichaud-Beaupré ( 4 de septiembre de 1789, Angoulême - 16 de enero de 1854, París) fue un botánico francés.
Estudia Farmacología, Química, Herbología en Cognac, con su cuñado, y en Angoulême. Continúa sus estudios en París. Trabaja un tiempo en un laboratorio de química en Cognac antes de ir a París, invitado por botánicos del "Muséum National d'Histoire Naturelle. Estudia en la Escuela de Medicina Naval en Amberes de 1811 a 1814.
Es elegido por Jean René Constant Quoy (1790-1869) para participar como botánico en la expedición a todo el mundo desde 1817 a 1820. Fue dirigido por Louis Claude de Saulces de Freycinet (1779-1842) y se usaron los navíos Uranie y Physicienne. Herborizó notablemente en la bahía Shark, en Puerto Jackson y en las Montañas Azules de Australia. Rehusó salvar una parte de las ricas colecciones que la expedición guardaba en la Uranie pues naufraga en las islas Malvinas.
Hizo otro viaje a América del Sur de 1830 a 1832, a bordo de la 'Herminie visitando Brasil, Chile y Perú. Gaudichaud-Beaupré también formó parte de un nuevo trayecto de 1836 a 1837 a bordo de La Bonite comandada por Auguste-Nicolas Vaillant (1793-1858).
Retorna a Francia en 1837, Gaudichaud-Beaupré es profesor de Farmacia en la Facultad de Medicina de París.

## Honores
Miembro
- 1854: "Sociedad Botánica de Francia"
- 1828: académico correspondiente de la "Academia de las Ciencias Francesa" y miembro el 16 de enero de 1837
- 1830: corresponsal del Museo en

Galardón
- 1835: premio Monthyon de la Academia

### Epónimos
- (Acanthaceae) Chamaeranthemum gaudichaudii Nees[1]

- (Amaranthaceae) Ptilotus gaudichaudii (Steud.) J.M.Black[2]

- (Cyperaceae) Rhynchospora gaudichaudii (Brongn.) L.B.Sm.[3]

## Algunas publicaciones
- Flore des îles Malouines
- Mémoire sur les Cycadées
- Mémoire sur le Cissus hydrophora
- Voyage autour du monde exécuté pendant les années 1836 et 1837 sur la corvette La Bonite commandée par Vaillant... Histoire naturelle. Botanique. Arthus Bertrand, París, 1844-1846
- Voyage autour du monde... exécuté sur les corvettes de S. M., ″l'Uranie″ et ″la Physicienne″, pendant les années 1817, 1818, 1819 et 1820, publié... par M. Louis de Freycinet,... Botanique, par M. Charles Gaudichaud [avec la collaboration de MM. Persoon, Agardh et Schewaegrichen]. Pillet aîné, París, 1826
- Voyage autour du monde :entrepris par ordre du roi ... exécuté sur les corvettes de S. M. l'Uranie et la Physicienne, pendant les années 1817, 1818, 1819 et 1820 ... Zoologie /par M. Louis de Freycinet. Pillet aîné, París, 1824?-1844.
- Recherches générales sur l'organographie, la physiologie et l'organogénie des végétaux. Imprimerie Royale, París. 1841
- Notes relatives à l'organographie et à la physiologie des végétaux monocotylés